# Rachid Khimoune

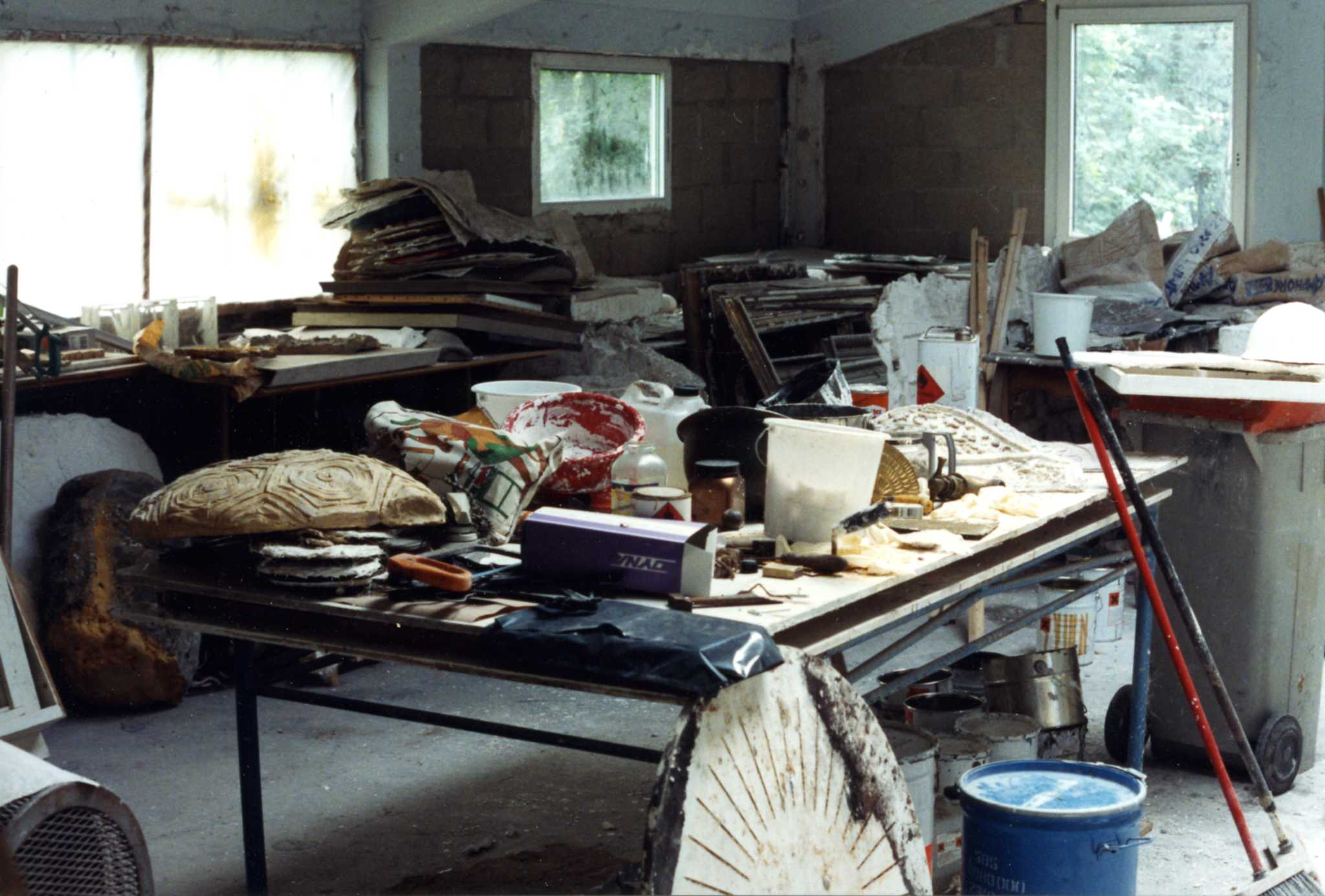
El taller de
Khimoune hacia 1987

Rachid Khimoune es un escultor francés de origen argelino nacido el 7 de abril de 1953 en Decazeville, en el departamento de Aveyron.

## Datos biográficos
Rachid Khimoune nació en Decazeville. a esta ciudad llegó su padre en 1946 desde El Ksar en la montañosa Cabilia. La mina donde trabajaba su padre cerró en 1955, por lo que la familia se trasladó a Aubervilliers.
De 1970 a 1974 Rachid Khimounecontinuó sus estudios en el Liceo de Artes Aplicadas y posteriormente en la École des Beaux-Arts de París. Ejerció primero la pintura, incorporando a sus cuadros fragmentos escritos y posteriormente, a partir de 1975, se inclina hacia la escultura y comenzó en 1980 a utilizar los elastómeros que le permitieron sacar moldes de las impresiones de adoquines, rejas y señales de la calle, modelos que reproduce fundiéndolos en relieves y esculturas.
Desde 1991, está casado con la periodista Eve Ruggieri.

## Principales exposiciones individuales
- 1975 : Galería Sanguine, Collioure
- 1977 : Universidad de Georgetown, Washington
- 1980 : Galería Peinture Fraîche, París
- 1982 : Galería Plume Pinceau, París
- 1985 : Centro Cultural, Le Blanc Mesnil ; Centro Cultural, Tulle ; Centro de acción cultural, Saint-Quentin-en-Yvelines
- 1986 : Les hommes-valises, Centro Cultural argelino, París ; Centro Jean Gagnant, Limoges ; École des Beaux-Arts, Nancy.
- 1987 : Pau
- 1988 : Centro Cultural, Neuchâtel (Suiza)
- 1989 : Galería del Teatro del Agora, Évry ; Centro Jacques Prévert, Évry ; Poissons-marelles, Galería Art’O, Aubervilliers (poema de Tahar Djaout) ; Galería Antoine de Galbert, Grenoble
- 1990 : Galería Claudine Planque, Lausanne

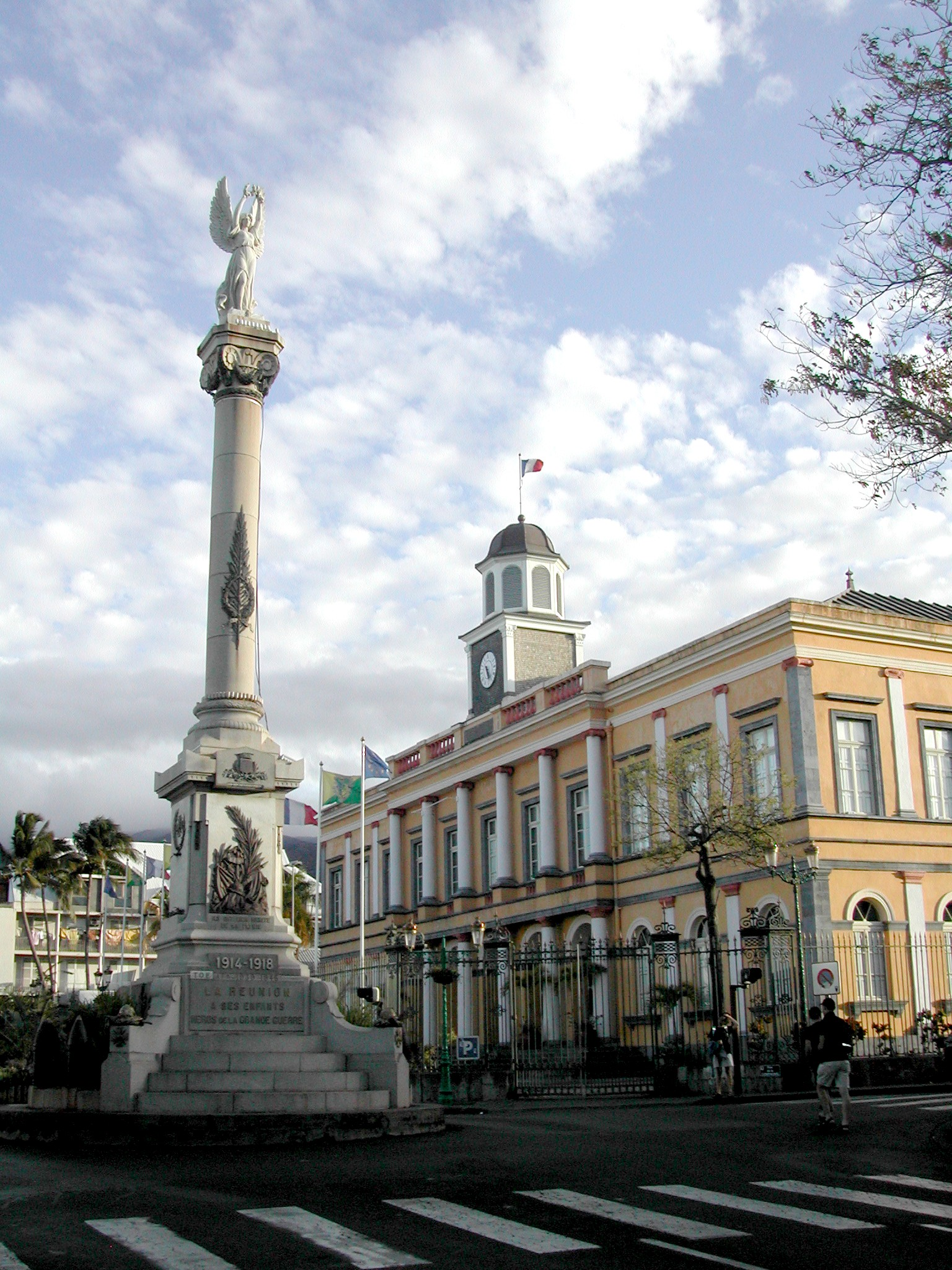
Antiguo Ayuntamiento de la Villa de Saint Denis, en la Isla Reunión, donde Rachid Khimoune expuso en 2007.

- 1991 : Galería Claude Monet, Bezons (poema de Bernard Rousseaux) ; Futur-composé, Collégiale Saint-André, Chartres y Galería Daphné Behm Williamme, Chartres (textos de Pierre Restany y Bernard Rousseaux) ; Galería Régine Deschênes, París ; Château de Servière, Marsella
- 1992 : Ajuntament de Sabadell, Barcelone (préface de Michel-Georges Bernard)
- 1993 : Musée Picasso, Antibes (textos de Pierre Restany y François Maspero) ; Galería Anpire, París
- 1996 : Espacio Pierre Cardin, París
- 1997 : Espacio Croix Baragnon, Toulouse
- 1998 : Galería de l’Europe, París.
- 2002 : Casa de Francia, México
- 2003 : « Prises de tête », Galería G. M. Arts, París ; Grimaldi Forum, Montecarlo (Mónaco)
- 2006 : Galería Samagra, París ; Pavillon des Arts, Foire de Genève
- 2007 : Ancien Hôtel de Ville de Saint-Denis-de-La-Réunion
- 2007 : Bastide de Capelongue, Bonnieux
- 2007 : Galería Meyer Le Bihan, París.
- 2008 : Maison Elsa Triolet - Aragon, Saint-Arnoult-en-Yvelines
- 2009 : Galería Art Sawa, Dubai. Emiratos Árabes Unidos
- 2010 : Maison de l'Afrique, París

## Principales realizaciones monumentales
- 1985 : Relieve, Espace Bonnefoix, Toulouse. Relieve, Centro Cultural, Tulle. Les Enfants du Monde, esculturas, Le Blanc-Mesnil.
- 1986 : Relieve, Besançon. Relieve, Fondation Danielle Mitterrand, Nueva York. Don Quichotte et Sancho Pança, escultura, Stains. Relieve, Bureau de Postes, Limoges-Beaubreuil.
- 1987 : Relieve, Pau. La Famille, relieve, Escuela de Bellas Artes de Hangzhou (China).
- 1988 : Les Guerriers, escultura, Parque Olímpico, Seúl (Corea).
- 1989 : Les Quatre Mousquetaires, relieve, Centre Jacques Prévert, Evry. Relieve, Grenoble. Relieve, Centro Cultural de La Madeleine, Évreux. Cheikh-speare, escultura, Mantes-la-Jolie.
- 1993 : Les Enfants du Monde, Esculturas, Neuchâtel. Les Croisés, Chartres.
- 2001 : Les Enfants du Monde, 21 esculturas en bronce instaladas sobre las terrazas del Parque de Bercy en París. (Images  Archivado el 24 de abril de 2024 en Wayback Machine.)
- 2003 : Escultura Felipe le Mexicain, Museo de Historia, Cuernavaca (México).
- 2004 : Escultura Jean-Baptiste le Monégasque, Montecarlo (Mónaco).
- 2007 : Escultura Naomi l'Africaine, Uagadugú (Burkina Faso).
- 2007 : Relieve Les Quatre Saisons, Villetaneuse.
- 2009 : El Mamoun le Marocain, Escultura y Dibujo, Hotel La Mamounia, Marrakech (Marruecos).[1]
- 2010 : Les Enfants du Monde, 21 esculturas en bronce, Expo 2010 de Shanghái (China).[2]
- 2011 : 1000 Tortues-Casques, terraza de los derechos del hombre en Trocadero, París (Francia).
- 2011 : 1000 Tortues-Casques, Omaha Beach, Colleville sur Mer (Francia).

## Principales exposiciones colectivas
- 1976 : Salón internacional de Toulon.
- 1978 : "Salon du Signe et de la Lettre", París. Salon de Mai, París. Espace Cardin, París.
- 1980 : Centro Nacional de Arte Contemporáneo, París. 1981 : Salon des Réalités Nouvelles, París.
- 1983 : Centro de arte de Montcela, Jouy-en-Josas.
- 1984 : "Les enfants de l’immigration", Centre G. Pompidou, París. Sols, CNAP, París. "Salon de Vitry".
- 1985 : Hanóver (R.F.A.). Barcelona. Palacio de Congresos, Perpiñán.
- 1986 : "Salon Comparaisons", París.
- 1987 : Escuela de bellas Artes de Nancy. Inauguración del Instituto del Mundo Árabe, París. Centro Cultural de Neuchâtel.
- 1995 : "Les effets du voyage", Palacio de Congresos, Le Mans. Galería Del Léon, Venecia.
- 1997 : Biennale de la sculpture, Montecarlo (Mónaco).
- 1999 : Galería Ovadia, Nancy. Galería Yoshii, París. Festival de cine fantástico, Gérardmer. Museo Bourdelle, París.
- 2005 : Salon Art-Paris, Galería Del Lèon, París. "Biennale des lions", Lyon.
- 2006 : "Vach’Art", París. "Biennale de Lyon", Turín.
- 2007 : "Mu-Nan la Chinoise" en St Tropez.
- 2007 : Salon du Collectionneur en el Grand Palais, París.
- 2007 : Instituto del Mundo Árabe, París.
- 2008 : Biennale Européenne d'Art Contemporain, Eragny sur Oise
- 2008 : Rencontre Internationale de la Sculpture, Hettange Grande. France
- 2008 : Galería U Want Art, Shanghái. China
- 2008 : Biennale des Lions, Lyon-Québec 2008. Lyon
- 2008 : Salon Art Paris, Abu Dhabi. Emiratos Árabes Unidos

## Críticas
…« La memoria ha capturado todas las potencialidades de un elemento visual de una evocación ilimitada y este eclecticismo vital traduce, sin evasivas, la universalidad de un lenguaje nacido de la muy personal taquigrafía del instinto »…
Pierre Restany, Critique d’Art, 1995.
…« El asfalto no es ciego, no es insensible a los pasos. Es perforado por una multitud de ojos, está habitado por unos signos y recuerdos que dejan allí los pasos de los paseantes, los dedos de la mano de obra, los objetos diversos y vagabundos que deambulan, se adhieren, se fragmentan, se multiplican, se hacen asfalto. El asfalto es la memoria de la ciudad, es su ficha antropométrica , que contiene todas las improntas.
El asfalto es un libro abierto. Podemos leer allí diferentes historias - historias de trabajos o de encuentros, de invenciones o de saqueos. Así a través del interés que le lleva a las tapas, rejillas, sumideros, registros de fundición, Rachid Khimoune trata de restituir itinerarios de trabajo (el de emigrados magrebíes en Francia, por ejemplo) y luego componer, con los elementos y los residuos de la vía pública, caras que nos miran con ojos, bocas, ombligos interrogantes o burlones, engatusadores o aburridos. Ensamblados por Rachid Khimoune, los pedazos de alcantarillas, y otros residuos humildes acostumbrados a ser pisoteados, dan lugar a personajes imprevistos llenos de humor o de la rebelión, de dolor o de desesperación. Se pueden adoptar, como ejemplos, estos inenarrables prototipos: "Toufik de La Courneuve", " Sr. y Mne Dupont J., guardianes de la VPO en La Courneuve ", "Ali Bobar" (por Ali Baba), esta ronda fantástica y alegre de niños del mundo entero. Rachid parece edificar así, figura tras figura, una innumerable familia telúrica y mineral que representa la tierra entera. »…
Tahar Djaout, « Rachid Khimoune, Sous le bitume, l’histoire », en Algérie-Actualité, n° 1189, Argelia, 28 de julio-3 de agosto de 1988.
…« seres invisibles, extraterrestres o infraterrestres, afloran de un universo paralelo o subterráneo. Torpes, buenazos, estupefactos de su aventura común, apenas se distinguen de suelos o ascienden en el espacio, arrastrando todavía con ellos, fragmentos de su mundo. Boquiabiertos del nuestro, lo interrogan, inmóviles. Imperceptiblemente se ponen en marcha. (...)Miradas inversas: en un instante la calle tiene ojos, la calle mira a sus transeúntes. En sus deslizamientos continuos, superposiciones, las huellas se hacen hombres, mujeres, estallando de una región a otro del espacio, de un momento al otro del tiempo. (...) En el Parque Olímpico de Seúl, en 1988, las baldosas se hacen corazas y escudos de "Guerreros" que desembocan de lejanas las épocas. Luego las ondas minerales de los adoquines se hacen escamas: emergen los "Peces". Era sobre sus bancos inmóviles que marchábamos sin saberlo desde hace tiempo.
Michel-Georges Bernard, Rachid Khimoune, D'après les plaques, Éditions de l'Orycte, París, febrero de 1989.

## Distinciones
- Premio Fondation de France (1980)
- Chevalier des Arts et des Lettres (2002)
- Grande Médaille de la Villa de París (2004)
- Caballero de la Legión de Honor (2007)